# Nazila Kivi
Nazila Vida Roxana Ghavami Kivi (født 11. november 1975)[kilde mangler] er en dansk-persisk oversætter, anmelder og debattør.
I 2019 udkom hendes oversættelse af den iranske forfatter Shahrnush Parsipurs bog Kvinder uden mænd.
Kivi var redaktør på magasinet Friktion sammen med Emma Holten, Marie Storm Dalby og Lise Olivarius. og har i mange år været anmelder og klummeskribent hos Politiken.
I en kronik i Politiken introducerede Kivi ordet femi-nationalisme, der betegner en måde hvor feministisk retorik benyttes i nationalismen ved fremstilling af ikke-vestlige lande som tilbagestående.

## Uddannelse
- Cand. mag. i Kultur- og Sprogmøder og Kommunikation, Roskilde Universitet

- B.Sc. i Folkesundhedsvidenskab med Gender Certificate, Københavns Universitet

## Forfatterskab

### Udvalgte tekster
- Det tabu at skabe. Om pattedyr, mødre og andre besværlige skabninge 2021. Essay om amningens kolonihistorie og egne erfaringer med et nyligt moderskab’, bestilt af Overgaden Institut for Samtidskunst til Ida Sønder Thorhauge’s udstillingskatalog for soloudstillingen Between Eternity And Time. ISBN 9788799077274

- ’Elefant (Natsværmer) 2021. Bearbejdning af Bijan Mofids Eventyrbyen, spillet hos Teater Sort/Hvid i 2021.

- Heksen som nomade i udstillingskatalog til udstillingen Witch Hunt på Kunsthal Charlottenborg, 2020. ISBN 9788779451186

- Strangest Things - Mythology, Transformation and Queering Death in Shahrnush Parsipur’s Women Without Men i ‘Unexpected Encounters Possible Futures’ til udstillingskataloget for udstillingen Cosmic Existence i Den Frie Udstillingsbygning, 2019.

- Normale menneskers normale smerter – genmæle fra kanten til Morten Søndergaard’s udstilling Sproghospitalet på Sorø Kunstmuseum
- Når glædesdrab bliver en nødvendighed Forord til [[Emil Elg]]: Om racisme, Forlaget Nemo, 2017. ISBN 9788792880109

- ’Feminationalisme i Danmark’ i udstillingskatalog for udstillingen Horses on Rollerblades. Konsthall C Edition 1, Malmö, Sverige, 2016.

- ‘Kvindesygdomme?’ kapitel om sygeliggørelse af kvinder, i Kvinde kend din krop, Forlaget Tiderne Skifter, 2013.

### Oversættelser
- Shahrnush Parsipur, Kvinder uden mænd, Forlaget Gyldendal 2019 ISBN 9-788702274745
- Kristen Alvanson, Yazd, Forlaget Terrapolis 2020
- Bijan Mofid: Eventyrbyen/Elefant Teater Sort/Hvid
- Shahrnush Parsipur Frie oplevelser Forlaget Gyldendal 2022 ISBN 9-788702330281